# 云锣

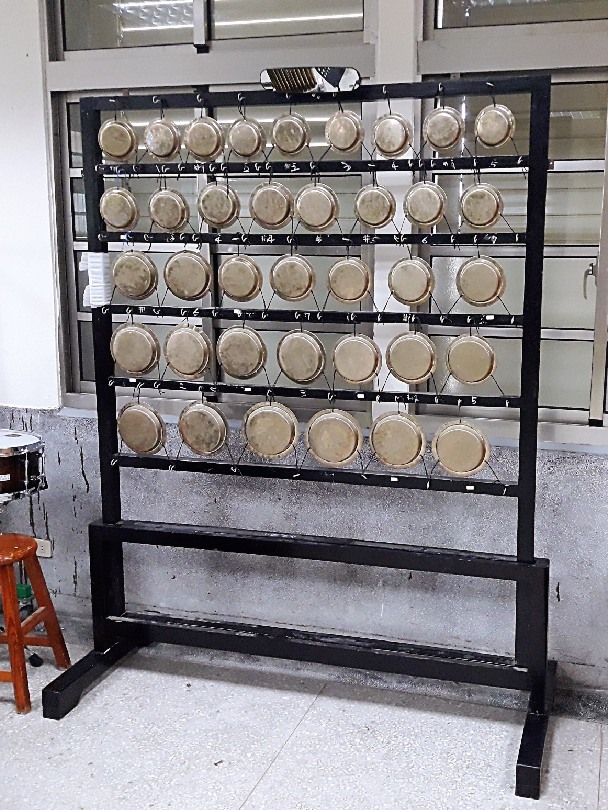
雲林縣二崙鄉永定國民小學的雲鑼。

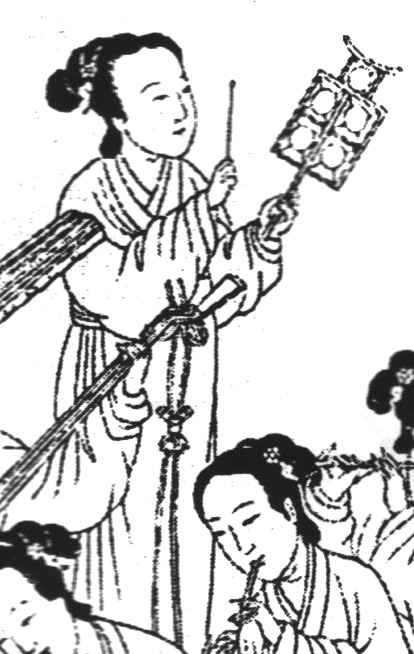
演奏云锣的版画

雲鑼

云锣是一种源自中国的打击乐器，並傳至東亞其他地區，古代《元史》礼乐志中就有过记载，也叫云璈，或九音锣、九雲鑼。至今仍可見於南管、十番、笙管樂等等民間音樂。
云锣是由大小一样但厚薄不同的锣所组成，以三根绳悬挂在木框上，用木槌敲击演奏。铜锣面数不等，有十面、13、14、15、24、38面等，悬挂方式也不固定，有横向两排的，有三排的等，木框有带架的，也有带柄手执的，面数多的可以双手用两个槌演奏。定音、音域也不尽相同。